# Municipio de Fairview (condado de Cowley)
El municipio de Fairview (en inglés: Fairview Township) es un municipio ubicado en el condado de Cowley en el estado estadounidense de Kansas. En el año 2010 tenía una población de 248 habitantes y una densidad poblacional de 2,66 personas por km².

## Geografía
El municipio de Fairview se encuentra ubicado en las coordenadas 37°20′41″N 96°59′11″O / 37.34472, -96.98639. Según la Oficina del Censo de los Estados Unidos, el municipio tiene una superficie total de 93.32 km², de la cual 93,13 km² corresponden a tierra firme y (0,21 %) 0,19 km² es agua.

## Demografía
Según el censo de 2010, había 248 personas residiendo en el municipio de Fairview. La densidad de población era de 2,66 hab./km². De los 248 habitantes, el municipio de Fairview estaba compuesto por el 96,37 % blancos, el 2,02 % eran amerindios, el 0,4 % eran asiáticos, el 0,4 % eran de otras razas y el 0,81 % eran de una mezcla de razas. Del total de la población el 6,05 % eran hispanos o latinos de cualquier raza.